# Witensky Lauvince
 (août 2025).
La mise en forme du texte ne suit pas les recommandations de Wikipédia : il faut le « wikifier ».
Les points d'amélioration suivants sont les cas les plus fréquents. Le détail des points à revoir est peut-être précisé sur la page de discussion.
- Les titres sont pré-formatés par le logiciel. Ils ne sont ni en capitales, ni en gras.
- Le texte ne doit pas être écrit en capitales (les noms de famille non plus), ni en gras, ni en italique, ni en « petit »…
- Le gras n'est utilisé que pour surligner le titre de l'article dans l'introduction, une seule fois.
- L'italique est rarement utilisé : mots en langue étrangère, titres d'œuvres, noms de bateaux, etc.
- Les citations ne sont pas en italique mais en corps de texte normal. Elles sont entourées par des guillemets français : « et ».
- Les listes à puces sont à éviter, des paragraphes rédigés étant largement préférés. Les tableaux sont à réserver à la présentation de données structurées (résultats, etc.).
- Les appels de note de bas de page (petits chiffres en exposant, introduits par l'outil «  Source ») sont à placer entre la fin de phrase et le point final[comme ça].
- Les liens internes (vers d'autres articles de Wikipédia) sont à choisir avec parcimonie. Créez des liens vers des articles approfondissant le sujet. Les termes génériques sans rapport avec le sujet sont à éviter, ainsi que les répétitions de liens vers un même terme.
- Les liens externes sont à placer uniquement dans une section « Liens externes », à la fin de l'article. Ces liens sont à choisir avec parcimonie suivant les règles définies. Si un lien sert de source à l'article, son insertion dans le texte est à faire par les notes de bas de page.
- La présentation des références doit suivre les conventions bibliographiques. Il est recommandé d'utiliser les modèles {{Ouvrage}}, {{Chapitre}}, {{Article}}, {{Lien web}} et/ou {{Bibliographie}}. Le mode d'édition visuel peut mettre en forme automatiquement les références.
- Insérer une infobox (cadre d'informations à droite) n'est pas obligatoire pour parachever la mise en page.

Pour une aide détaillée, merci de consulter Aide:Wikification.
Si vous pensez que ces points ont été résolus, vous pouvez retirer ce bandeau et améliorer la mise en forme d'un autre article.
 (août 2025).
 (août 2025).
Witensky Lauvince, né dans la ville de Léogâne, la cité d’Anacaona, le 29 décembre 1996, est un poète, romancier, blogueur et journaliste haïtien. 

## Biographie
Witensky Lauvince est né dans la ville de Léogâne, la cité d’Anacaona, le 29 décembre 1996. Poète, romancier, blogueur et journaliste, il a entrepris des études de droit à l’Université d’État d’Haïti. En 2014, il est demi-finaliste au concours international de nouvelles Fièvre Rouge.  Son poème « Mes mots » paraît la même année dans le collectif Poètes du monde pour le français et la francophonie.

Il a remporté la première édition du Prix Jean Métellus organisé par l’Association des amis de Jean Métellus (AAJM) et l’Association franco-haïtienne d’échange et de solidarité (AFHES).Auparavant, il a remporté le Prix international de l’invention poétique pour son texte « Brûler les ténèbres ». 
« Brûler les ténèbres », « Un ciel sous nos pieds », et « Le scribe roman à partir du chaos »,des œuvres signées Witensky Lauvince témoignant de son talent et de son engagement artistique. Ancien élève du collège Saint-Louis de Gonzague, il a commencé à écrire très jeune, démontrant dès ses premières années une aptitude remarquable pour l'écriture.
La poésie de Lauvince est marquée par un rythme grave, où chaque chute poétique prend une portée structurée et symbolique.
Originaire de Léogâne, il est l’auteur de plusieurs recueils, dont Les ciels sous nos pieds. Il a également publié Brûler les ténèbres (Legs édition) et À partir du chaos, ce dernier ayant reçu le prix Jean Métellus et édité par Recto Verso, maison fondée et dirigée par le docteur Jonas Jolibert. 
Auteur de deux romans, Le secret des Laraque (2016), Un ciel sous nos pieds (2020), il publie de nombreux articles dans des journaux et plateformes en ligne dont Balistrad et PergolAyiti.  Blogueur, il tient également un blog, Feuillets de Scribe, où il publie régulièrement des textes poétiques. En 2020, il est sorti finaliste de la 6e édition du Prix International de poésie : Sur les traces de Léopold Sedar Senghor. Il reçoit en 2022 une mention spéciale du jury du « Prix Matiah Eckhard pour « Le chant du poème ».
En 2017, il crée, avec Pradel Pompilus, le Club des Jacobins et, en 2022, l’Atelier Renastere avec Ange Dany Joseph. II est lauréat de la première édition du Prix international de l’Invention Poétique organisé par l’association BALISAILLE en 2022, pour son manuscrit Brûler les ténèbres qui est son premier recueil de poèmes.